# Tossal de la Guilla
El Tossal de la Guilla és una muntanya de 1.853 metres que es troba al municipi de Lles de Cerdanya, a la comarca de la Baixa Cerdanya.